# 趙東潤

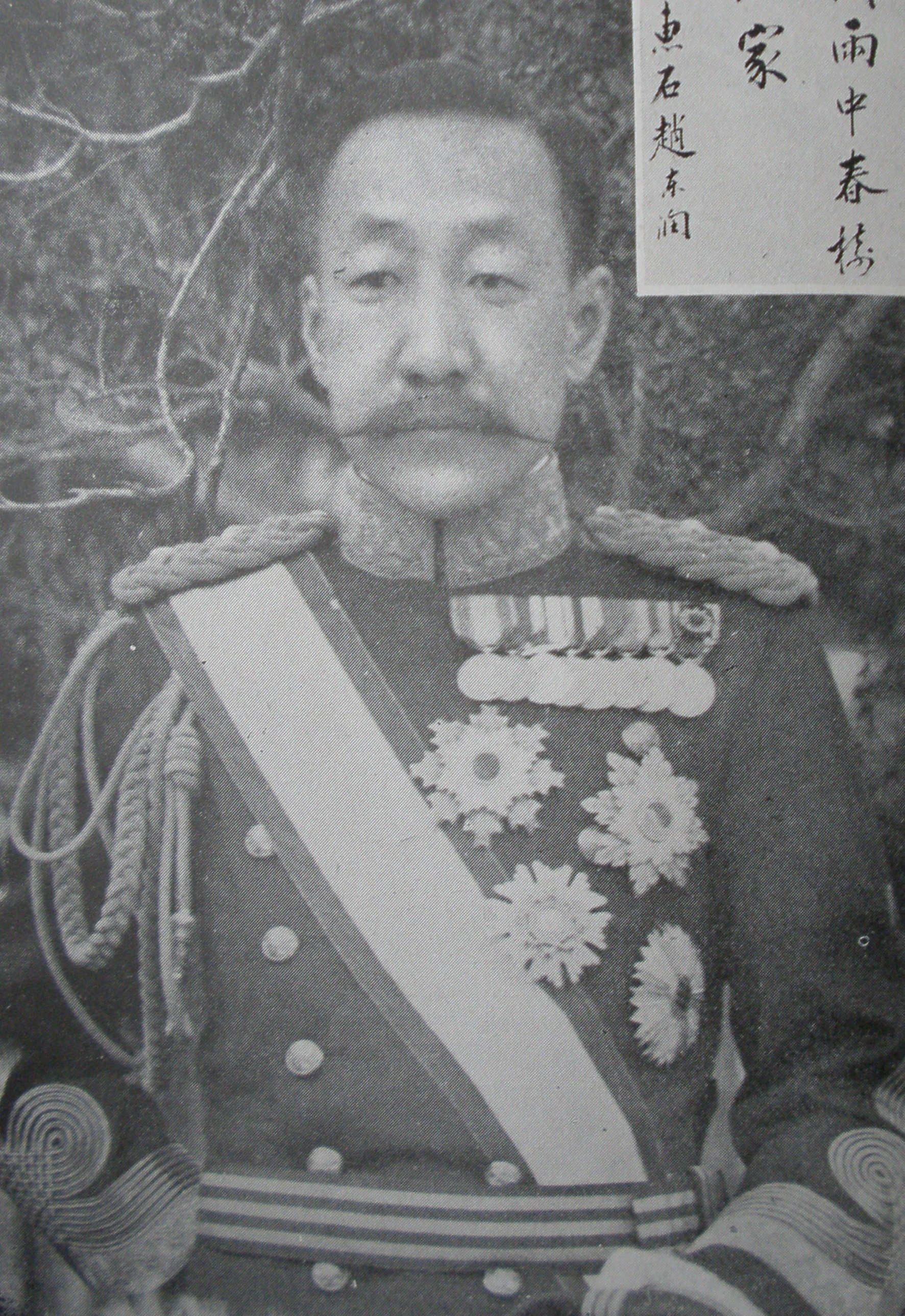
趙東潤

趙東潤（：／ Jo Dong-yun；1871年—1923年），雅號惠石（혜석），本貫豐壤趙氏，朝鲜王朝末期政治家、大韓帝國軍和大日本帝國陸軍軍人。

## 生涯
光緒13年（1887年）科舉庭試文科丙科合格，任總禦營軍司馬，建陽2年（1897年）升職至大韓帝國軍參將兼親衛隊第3隊長，歴任元帥府軍務局長、陸軍法院長、陸軍武官学校校長、侍従武官長等職務。
光武8年（1904年）授勲二等太極章，翌年往視察大日本帝国陸軍，日本政府對他十分關心，授他勲一等旭日大綬章，並加入親日團體一進會。
隆熙4年10月16日、日韓合併條約締結後，位列朝鮮貴族男爵。
日韓合併後，他和尹德榮負責締結李垠與李方子婚約，也擔任朝鮮高宗的葬禮的副祭官。
大正9年（1920年）4月26日，由「朝鮮軍人」陸軍副將轉至大日本帝国陸軍出任中將。
晩年趙男爵家陷入財政危機，当時朝鮮軍司令官菊池慎之助對他遭遇十分同情，於是與朝鮮總督齋藤實商量，成立財產管理委員會。

## 死後評價
2002年發表的親日派708人名錄中，他是其中一人。